# Барбадосско-испанские отношения
Барбадосско-испанские отношения — двусторонние дипломатические отношения между Барбадосом и Испанией. У Барбадоса нет посольства в Испании, но его посольство в Брюсселе аккредитовано в Испании; аналогично Испания не имеет постоянного посольства на Барбадосе, но посольство Испании в Тринидаде и Тобаго аккредитовано для Барбадоса, кроме того, у Испании есть почётное консульство в Бриджтауне.

## Исторические отношения

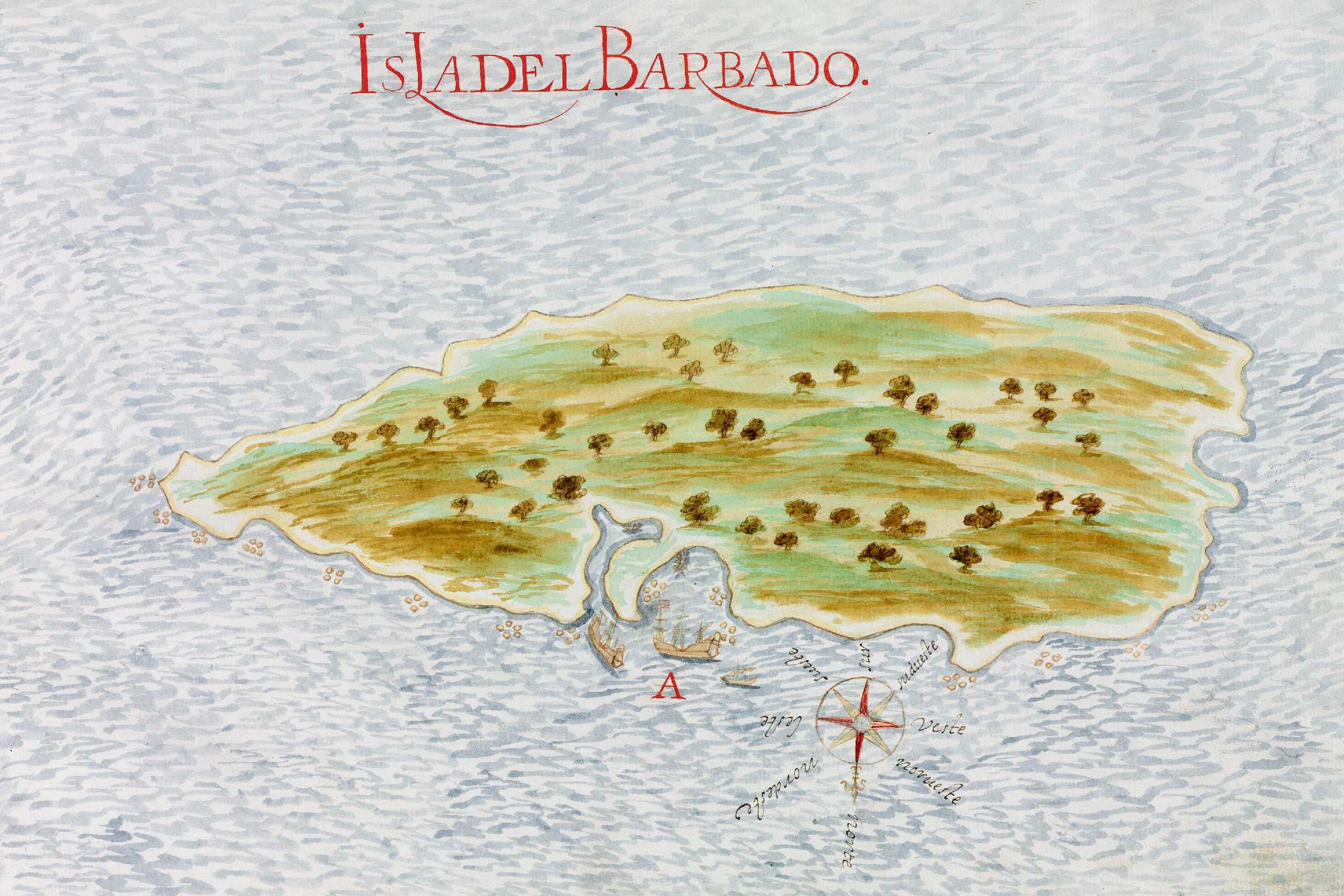
Испанская карта «острова Барбадо» 1632 года

Историки считают, что до официального открытия острова Педро Кампосом в 1536 году, колумбийцы исследовали эти районы, и в какой-то момент могли заявить права испанской короны на Барбадос. В период с 1536 по 1662 год остров был оккупирован португальцами, а с 1620 года оспаривался Великобританией.
Хотя Великобритания не могла согласно Тордесильясскому договору иметь территории в Америке, остров, с его большими и глубокими пещерами и удобными гаванями был пристанищем для английских пиратов и каперов, грабивших испанские поселения.
Испанские летописцы предоставляют мало исторических сведений об аборигенах островов, за исключением упоминания о том, что некоторые из них были населены индейцами, которых те называли «карибами»; они были каннибалами и тоже со временем начали распространяться на другие острова архипелага. Эти факторы, по мнению исследователей, являются основной причиной депопуляции испанцев после того, как они отказались от заселения архипелага ввиду различных инцидентов с ними или пиратами. Остров изображен на старых картах, распространяемых в Европе и обозначен как «Остров Барбудос», а район — «caníbales insulae».
В 1516—1519 годах Антонио де Эррера-и-Тордесильяс также упоминает остров, Говоря:
Индейцы, которые были привезены с острова Барбудос, «i Gigantes», находились на Эспаньоле точно так же, как и местные жители, и с таким же обращением: я бы поддержал всех, кто пытался основать поселения, так, чтобы остров был заселен и чтобы все соседи были освобождены, как только это было возможно
Моряк и картограф Хуан Эскаланте де Мендоса назвал Барбадос местом одного из своих поражений на Атлантике.

## Дипломатические отношения
Посольство в Порт-оф-Спейн (Тринидад и Тобаго) аккредитовано при правительстве Барбадоса. В сентябре 2017 года Посол Хавьер Мария Карбахоса Санчес вручил верительные грамоты генерал-губернатору Барбадоса.

## Сотрудничество
До лета 2012 года представительство Испанского агентства по международному сотрудничеству в области развития (AECID) работало в Вест-Индском университете (UWI) на Барбадосе, преподавая испанский язык и организуя программу обмена барбадосскими и испанскими студентами. С 2015 года эти программы были снова запущены, но теперь на базе Университета Барбадоса.